# Супербол LVIII
Супербол LVIII су 11. фебруара 2024. играли Сан Франсиско фортинајнерси против Канзас Сити чифса на Елиџенту у Лас Вегасу. Чифси су после продужетака победили са 25:22. Ово је 58. по реду финале НФЛ-а у овом формату, и представља реванш Супербола LIV из 2019, у коме су Чифси победили. Ову утакмицу у Србији је директно преносила Арена спорт.
Фортинајнерси су играли у свом осмом Суперболу, а Чифси у шестом. Да је Сан Франциско победио, изједначио би се са Питсбург стилерсима и Њу Ингланд пејтриотсима по броју Суперболова са 6, док су Чифси освојили своју четврту титулу, а трећу за време ере Патрика Махомса. Према анализама из САД, Фортинајнерси су били благи фаворити за победу у овој утакмици.
У САД-у су право преноса утакмице имати CBS, и по први пут Nickelodeon, чиме ће после Супербола I ово бити прва утакмица коју су две мреже преносиле истовремено широм земље. Nickelodeon-ов пренос су одрађивали ликови и гласовни глумци из серије Сунђер Боб Коцкалоне.

## Учесници
| Клуб                        | Претходни наступи у финалима (подебљане године означавају победника те године)              |
| --------------------------- | ------------------------------------------------------------------------------------------- |
| Сан Франциско фортинајнерси | 7: XVI (1981), XIX (1984), XXIII (1988), XXIV (1989), XXIX (1994), XLVII (2012), LIV (2019) |
| Канзас Сити чифси           | 5: I (1966), IV (1969), LIV (2019), LV (2020), LVII (2023)                                  |

Сан Франциско фортинајнерси играју своји осми Супербол, а на путу до овог су победили Грин Беј пакерсе и Детроит лајонсе. Током 1980-их су освојили 4 Супербола, а пети и до сада последњи су освојили 1994. Након тога су га још два пута играли, али оба пута изгубили. На овом Суперболу су по анализама из САД благи фаворити у односу на Чифсе.
Канзас Сити чифси играју свој шести Супербол, а на путу до овог су победили Бафало билсе и Балтимор рејвенсе. Од последњих 6 Суперболова нису играли само у 2, а имају половичан учинак од 2 победе и 2 пораза. Једна од тих две победе је била управо против Фортинајнерса 2019, на 54. Суперболу.

## Избор стадиона
Према одлуци лиге од 23. маја 2018, овај Супербол је првенствено требао да буде одигран у Њу Орлеансу. НФЛ је 23. маја 2018. објавио нови систем за избор стадиона за одржавање Супербола. Према старом систему су градови подносили лиги захтеве за одржавање ове утакмице, после чега би они били разматрани, али почевши од 57. Супербола лига предлаже власницима тимова град, после чега се тајним гласањем он прихвата или одбацује. Када се одабере победник, званичници лиге контактирају победнички град, после чега се разрађују завршни детаљи око одржавања догађаја.
У међувремену је марта 2020, на преговорима између играча и лиге, договорено да се у регуларној сезони игра 17 уместо 16 утакмица, чиме се и сам Супербол помера за недељу дана. У случају Њу Орлеанса, 2024. долази до преклапања са фестивалом Марди Гра, покретним фестивалом који се одржава 13. фебруара те године. Лига је 14. октобра 2020. објавила да ће се Супербол у Њу Орлеансу играти годину дана касније од предвиђеног термина, пошто Марди Гра 2025. године почиње 4. марта. Након нешто више од годину дана, домаћи стадион Лас Вегас рејдерса Елиџент је најављен као место одржавања ове утакмице.

## Технички подаци
Судија на овој утакмици је био Бил Винович, који је 2019 судио и претходни Супербол у коме су играли Фортинајнерси и Чифси, чиме је први судија за кога то важи. Винович има хрватско порекло.
Канзас Сити чифси су наступати у домаћим црвеним дресовима, док ће Фортинајнерси носити беле гостујуће дресове са златно обојеним панталонама. Занимљива случајност је то да су екипе које су носиле беле дресове од последњих 19 освојиле 16 Суперболова.
Риба Макентајер је певала химну САД пред почетак утакмице, а Ашер је одржао концерт на полувремену.
Цена рекламе од 30 секунди на CBS-у се кретала од 6,5 до 7 милиона америчких долара. Карл Ведерс је претходно снимио једну рекламу за овај догађај, међутим након његове смрти FanDuel је најавио да ће је изменити.

## Ток утакмице
Фортинајнерси су добили лопту на почетку утакмице, и у свом првом налету су дошли до противничке енд зоне, када је Кристијан Макафри испустио лопту коју су Чифси преузели. Чифси нису ништа урадили у свом поседу, и испуцали су је на 4. покушају. Прве поене на утакмици је постигао шутер Сан Франциска Џејк Муди, који је поставио рекорд у Суперболовима погодивши гол за 3 поена са 55 јарди удаљености.
После пар неуспешних поседа са обе стране, услед добре одбране, Најнерси су преко трик акције постигли тачдаун. Квотербек Брок Перди је одвукао одбрану Канзас Ситија у угао терена, бацио на другу страну крилу Џувону Џенингсу, који је бацио Макафрију за тачдаун. Према једном аналитичару овај тачдаун не би требало да се важи, јер је центар Најнерса прешао границу пре додавања лопте унапред, чиме је постао недозвољени хватач (ineligible man downfield). Тренер Чифса није уложио челенџ на тачдаун, па је након поготка Мудија за додатни поен Сан Франциско водио са 10:0.